# Krakovská hudební akademie
Krakovská hudební akademie (polsky Akademia Muzyczna w Krakowie) je konzervatoř založená roku 1888. Sídlí v historické části polského Krakova.

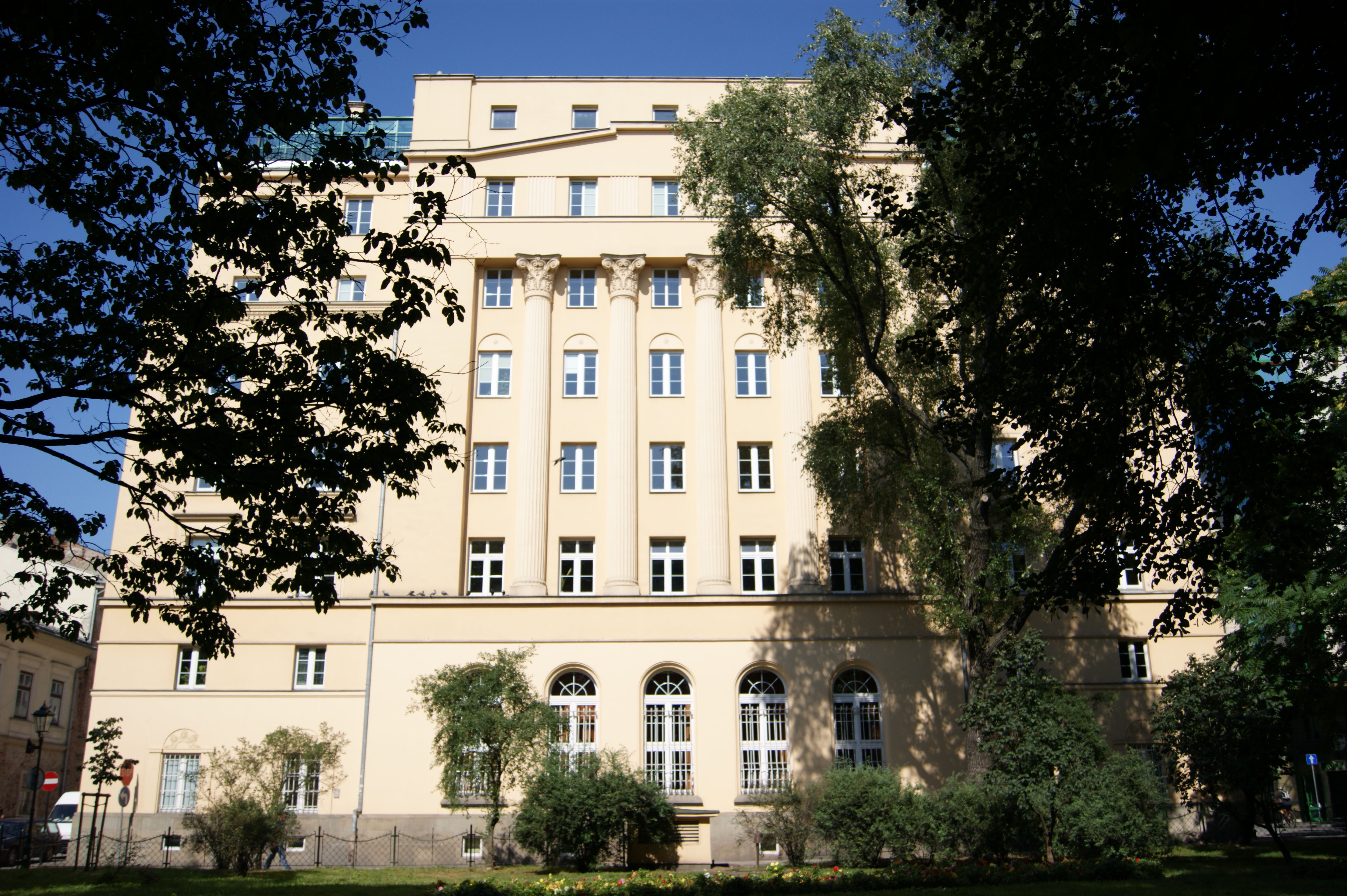
Hlavní budova akademie v ulici sv. Tomáše v krakovském starém městě. Pohled z parku Planty.

Škola byla almou mater polského skladatele Krzysztofa Pendereckého, který byl také 15 let rektorem školy.
Krakovská akademie je jedinou školou v Polsku, jejíž 2 absolventi zvítězili v Mezinárodní klavírní soutěži Fryderyka Chopina (Halina Czerny-Stefańská a Adam Harasiewicz) a mezi posluchači školy několik vítěžů dalších soutěží.

## Historie
Akademii založil v tehdejším Rakousku-Uhersku roku 1888 významný polský skladatel Władysław Żeleński, a to především díky jeho uměleckým a společenským kontaktům a také díky podpoře klavíristky kněžny Marceliny Czartoryské, někedjší žačky Fryderyka Chopina.